# Le Landreau

Localització de Le Landreau

Le Landreau (en bretó Lannerell) és un municipi francès, situat a la regió de país del Loira, al departament de Loira Atlàntic, que històricament ha format part de la Bretanya. L'any 2006 tenia 2.701 habitants. Limita amb els municipis de Le Loroux-Bottereau, La Remaudière, Vallet, La Chapelle-Heulin i Haute-Goulaine.

## Demografia
| 1962                                       | 1968  | 1975  | 1982  | 1990  | 1999  |
| ------------------------------------------ | ----- | ----- | ----- | ----- | ----- |
| 1.340                                      | 1.354 | 1.386 | 1.851 | 2.026 | 2.140 |
| Des de 1962: població sense dobles comptes |       |       |       |       |       |

## Administració
| Període | Identitat      | Partit |
| ------- | -------------- | ------ |
| 2001-   | Joseph Audouin |        |